# 大門嵩
大門 嵩（おおかど たかし、1988年5月5日 - ）は、日本の男優。株式会社ギュラに所属。

## 経歴
奈良県出身。映画、テレビ、CMを中心に活動。
2016年に初監督短編映画『殻の無いカタツムリと水掻きの無いカエル』を制作。その後、監督としても映像制作を始める。
2020年、コロナ禍をきっかけにアニメ制作を始め、初のアニメ監督作品『いっしょにねたろか？』を制作。
その後、2022年に実写、アニメ、漫画の三つの表現を組み合わせた短編アニメ『マンガガールズ』を制作。(2024年、夏に再編集版『マンガガールズ』を制作)国内外多くの映画祭、芸術祭、アニメコンペなどで高い評価を受ける。
VIPO Festival Scopeを活用した事業で日本のベルリン国際映画祭向けの28作品に選出。
文化庁メディア芸術祭 (JAPAN MEDIA ARTS FESTIVAL)では、「機動戦士ガンダム 閃光のハサウェイ」、「劇場版「鬼滅の刃」無限列車編」、「サイダーのように言葉が湧き上がる」、「魔女見習いをさがして」と並んで、第25回 アニメーション部門 審査委員会推薦作品に選ばれた。

## 出演

### テレビドラマ
- 連続テレビ小説（NHK総合）
  - エール 第36話 - 第40話・第100話 - 早稲田大学応援団員・寺門[6]